# زمرة تبديلات

الأشكال التي يأخذها مكعب روبيك تكون زمرة.

في الرياضيات، زمرة تبديلات (بالإنجليزية: Permutation group)‏ هي زمرة G عناصرها تبديلات لمجموعة ما M والعملية المعرِفة للزمرة هي تركيب هؤلاء التبديلات في G .
هؤلاء التبديلات هن تقابلات من المجموعة M إلى المجموعة M نفسها، لا أقل ولا أكثر. زمرة جميع التبديلات المعرفة على مجموعة ما M، هي الزمرة المتماثلة ل M، والتي عادة ما يرمز إليها ب Sym(M). يشير المصطلح زمرة تبديلات إذن، إلى زمرة جزئية من الزمرة المتماثلة.
نظرا إلى مبرهنة كايلي، كل زمرة هي في تساوٍ للشكل مع زمرة تبديلاتٍ ما.
الطريقة التي تُبدل بها عناصر زمرة تبديلات ما عناصر مجموعة ما مع بعضها البعض تسمى فعل الزمرة.

## الرموز المستعملة
{\displaystyle \sigma ={\begin{pmatrix}x_{1}&x_{2}&x_{3}&\cdots &x_{n}\\\sigma (x_{1})&\sigma (x_{2})&\sigma (x_{3})&\cdots &\sigma (x_{n})\end{pmatrix}}.}
{\displaystyle \sigma ={\begin{pmatrix}1&2&3&4&5\\2&5&4&3&1\end{pmatrix}};}
{\displaystyle \sigma ={\begin{pmatrix}3&2&5&1&4\\4&5&1&2&3\end{pmatrix}}.}

## تركيب تبديلتين
{\displaystyle P={\begin{pmatrix}1&2&3&4&5\\2&4&1&3&5\end{pmatrix}}\quad {\text{  و  }}\quad Q={\begin{pmatrix}1&2&3&4&5\\5&4&3&2&1\end{pmatrix}},}
الجداء QP هو:
{\displaystyle QP={\begin{pmatrix}1&2&3&4&5\\5&4&3&2&1\end{pmatrix}}{\begin{pmatrix}1&2&3&4&5\\2&4&1&3&5\end{pmatrix}}={\begin{pmatrix}2&4&1&3&5\\4&2&5&3&1\end{pmatrix}}{\begin{pmatrix}1&2&3&4&5\\2&4&1&3&5\end{pmatrix}}={\begin{pmatrix}1&2&3&4&5\\4&2&5&3&1\end{pmatrix}}.}

## أمثلة
لتكن المجموعة التالية G1 لتبديلات المجموعة M = {1,2,3,4}:
- e = (1)(2)(3)(4) = (1)، هذه هي التبديلة المطابقة. إنها تربط كل عنصر بنفسه.
- a = (1 2)(3)(4) = (1 2)، هذه التبديلة تربط الواحد باثنين والاثنين بواحد وتترك الثلاثة والأربعة ثابتتين.
- b = (1)(2)(3 4) = (3 4)، هذه التبديلة تشبه التبديلة السابقة. إنها تترك الواحد والاثنين ثابتين وتربط الثلاثة بأربعة، والأربعة بثلاثة.
- ab = (1 2)(3 4)، هذه التبديلة هي تركيب للتبديلتين السابقتين. إنها تربط الواحد باثنين والاثنين بواحد والثلاثة بأربعة والأربعة بثلاثة.

## التاريخ
انبثقت دراسة الزمر من فهم لزمر التبديلات. التبديلات ذاتها، درسن بشكل مكثف من طرف عالم الرياضيات الفرنسي جوزيف لوي لاغرانج في عام 1770، أثناء عمل له حول الحلحلة الجبرية للمعادلات الحدودية.
تطور هذا الموضوع، وفي منتصف القرن التاسع عشر، وُجدت نظرية متطورة بشكل جيد لنظرية التبديلات، كان قد صنفها كامي جوردان في كتاب له عنوانه كتاب التبديلات والمعادلات الجبرية (Traité des Substitutions et des Équations Algébriques) نشره في عام 1870. اعتمد كتاب جوردان بدوره على الأوراق التي تركها إيفاريست غالوا في عام 1832.
انظر إلى ويليام برنسايد.